# Alison Sweeney
Alison Ann Sweeney (Los Angeles, 19 settembre 1976) è un'attrice televisiva statunitense che esordì in televisione a cinque anni come protagonista di una pubblicità realizzata dalla Kodak.
È molto nota negli Stati Uniti per aver interpretato il personaggio di Sami Brady nella soap opera americana Il tempo della nostra vita, che le valse numerosi premi e riconoscimenti: ha interpretato tale parte della soap dal 22 gennaio del 1993 sino al 30 ottobre 2014. In questo ruolo ottenne una nomination Daytime Emmy Award nomination, quattro Soap Opera Digest Awards e un Fan Voted Daytime Emmy Award.
Nel 2002 prese parte al reality show della NBC Fear Factor, che tuttavia non riuscì a vincere: in questa trasmissione, di lei si ricorda il panico che ebbe quando vide vermi, scorpioni e millepiedi, ovviamente di dimensioni superiori al normale. Nel 2004, scrisse il libro autobiografico All The Days of My Life (So Far). Nel 2007 fu ospite della serie televisiva The Biggest Loser nella quarta stagione e abbandonò la serie alla 16ª stagione nel 2015. Dopo alcune spradiche apparizioni, ritornò in una serie regolare nel 2021.

## Biografia
Nata nel 1976, Sweeney è di origini irlandesi e ha due fratelli. Ha studiato economia all'UCLA ma se n'è andata a causa del suo impegno con Days of Our Lives.

## Carriera
Alcuni anni dopo il debutto televisivo nella pubblicità della Kodak, Sweeney era nell'episodio "Non posso fare a meno di dire addio" della serie horror Tales from the Darkside, interpretando una giovane ragazza che poteva percepire quando gli altri sarebbero morti poco prima della loro morte. Nel 1988 è apparsa nella sitcom di breve durata della ABC Family Man, e l'anno successivo, è stata scritturata come Christy McCray in Brand New Life, una miniserie del futuro creatore di X-Files Chris Carter che è andata in onda all'interno di Magical World della NBC di Disney nell'ottobre 1989. La miniserie, con Barbara Eden nei panni della madre di Sweeney e Don Murray nei panni del suo nuovo patrigno, è stata considerata per essere ripresa come una serie a sé stante oltre la sua prova Disney, ma la serie normale non si è mai materializzata.
Il 6 gennaio 1993, l'allora sedicenne Sweeney è apparsa per la prima volta nel ruolo di Samantha "Sami" Brady nella soap opera della NBC Days of Our Lives, uno spettacolo di cui era una fan. Rimane nel ruolo fino al 2015 per poi tornare nel ruolo dal 2017 al 2022 e brevemente nel 2025.
Negli anni '90, ha avuto problemi sul peso. Sweeney non era obesa per gli standard medici, ma comunque un tantino più in carne rispetto alle sue coetanee televisive. Ha documentato tutti i discorsi dei tabloid e l'angoscia personale nel suo libro di memorie del 2004, All The Days of My Life (So Far). 
Nel 2002 è apparsa in un episodio di celebrità del reality show della NBC Fear Factor. È apparsa in altri spettacoli della NBC come Friends, dove ha interpretato un'attrice in Days of Our Lives e Las Vegas. Nel 2007 è entrata a far parte del Jerry Lewis MDA Telethon come co-conduttrice per la trasmissione televisiva in diretta. È tornata a fare la co-conduttrice per i telethon del 2008, 2009 e 2010. 
Nel 2007 Sweeney ha assunto l'incarico di presentatrice di The Biggest Loser, sostituendo Caroline Rhea dalla quarta stagione. È rimasta sorpresa ma felice che le sia stato offerto il ruolo, dove può tifare per i concorrenti e condividere le loro vittorie. 
Sweeney ha scritto tre libri: The Star Attraction (pubblicato nel maggio 2013), Scared Scriptless: A Novel (pubblicato nel giugno 2014) e Opportunity Knocks (pubblicato nell'aprile 2016). 

## Vita privata

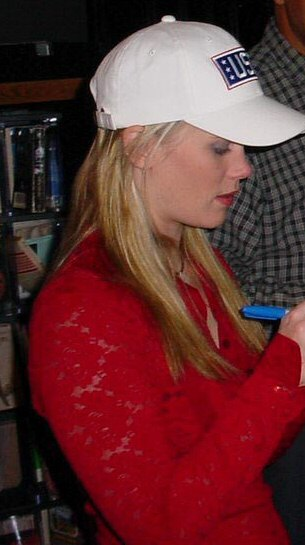
Alison Sweeney

Fin dal 2004, Alison Sweeney vive a Los Angeles insieme al marito David Sanov, sposato nel 2000 dopo essersi frequentati per quasi tre anni. Il 25 febbraio del 2005 è diventata madre del piccolo Benjamin Edward Sanov. Il 12 gennaio 2009 è nata la seconda figlia, Megan Hope.

## Filmografia
- The End of Innocence, regia di Dyan Cannon (1990)

### Televisione
- Simon & Simon – serie TV, 1 episodio (1984)
- Webster – serie TV, 1 episodio (1985)
- A cuore aperto (St. Elsewhere) – serie TV, 1 episodio (1985)
- Un salto nel buio (Tales from the Darkside) – serie TV, episodi 3x02 e 4x17 (1986-1988)
- Disneyland – serie TV, 1 episodio (1987)
- I Married Dora – serie TV, 1 episodio (1987)
- Il tempo della nostra vita (Days of Our Lives) – soap opera, 3619 puntate (1987, 1993–2015, 2017–2022, 2025)
- Family Man – serie TV, 7 episodi (1988)
- Ricominciamo con sei (A Brand New Life) – serie TV, 6 episodi (1989–1990)
- American Playhouse – serie TV, 1 episodio (1992)
- Night Sins, regia di Stephen Wyman – film TV (1993)
- Bay State – serie TV, episodi 4x04 e 4x05 (1994)
- Friends – serie TV, episodio 7x18 (2001)
- American Dreams – serie TV, episodio 2x14 (2004)
- Las Vegas – serie TV, episodio 1x18 (2004)
- Mercy – serie TV, episodio 1x15 (2010)
- Emergenza d'amore (Second Chances), regia di Ernie Barbarash – film TV (2013)
- Murder, She Baked (Murder, She Baked: A Chocolate Chip Cookie Mystery), regia di Mark Jean – film TV (2015)
- Amore in onda (Love on the Air), regia di Kristoffer Tabori – film TV (2015)
- Dolci e delitti - Il mistero di Natale (Murder, She Baked: A Plum Pudding Mystery), regia di Kristoffer Tabori – film TV (2015)
- Dolci e delitti - Il mistero della crostata di pesche (Murder, She Baked: A Peach Cobbler Mystery), regia di Kristoffer Tabori – film TV (2016)
- Dolci e delitti - Una ricetta buona da morire (Murder, She Baked: A Deadly Recipe), regia di Kristoffer Tabori – film TV (2016)
- Consegna d'amore (The Irresistible Blueberry Farm), regia di Kristoffer Tabori – film TV (2016)
- Dolci e delitti - La gara di cucina (Murder, She Baked: Just Desserts), regia di Kristoffer Tabori – film TV (2017)
- Natale a Holly Lodge (Christmas at Holly Lodge), regia di Jem Garrard – film TV (2017)
- Chronicle Mysteries – miniserie TV, 5 episodi (2019-2021)
- Time for You to Come Home for Christmas, regia di Terry Ingram – film TV (2019)
- Una coppia per Natale (Good Morning Christmas!), regia di Paul Ziller – film TV (2020)
- I misteri di Hannah Swensen - Una dolce vendetta (Sweet Revenge: A Hannah Swensen Mystery), regia di Pat Williams – film TV (2021)
- Un biglietto dal passato (Open by Christmas), regia di David Weaver – film TV (2021)
- Time for Them to Come Home for Christmas, regia di Peter Benson – film TV (2021)
- Days of Our Lives: A Very Salem Christmas, regia di Noel Maxam – film TV (2021)
- Il velo nuziale (The Wedding Veil), regia di Terry Ingram – film TV (2022)
- Il velo nuziale - Viaggio a Venezia (The Wedding Veil Unveiled), regia di Terry Ingram – film TV (2022)
- Il velo nuziale - L'eredità (The Wedding Veil Legacy), regia di Terry Ingram – film TV (2022)
- Il villaggio di Natale (A Magical Christmas Village), regia di Jason Furukawa – film TV (2022)
- Il velo nuziale - Una dolce attesa (The Wedding Veil Expectations), regia di Peter Benson – film TV (2023)
- Il velo nuziale - Ritorno a Venezia (The Wedding Veil Inspiration), regia di Terry Ingram – film TV (2023)
- Il velo nuziale - Luna di miele in Grecia (The Wedding Veil Journey), regia di Ron Oliver – film TV (2023)
- I misteri di Hannah Swensen - Festa a sorpresa con delitto (Carrot Cake Murder: A Hannah Swensen Mystery), regia di Pat Williams – film TV (2023)
- I misteri di Hannah Swensen - Menù con delitto (A Zest for Death: A Hannah Swensen Mystery), regia di Shannon Kohli – film TV (2023)
- Love & Jane, regia di David Weaver – film TV (2024)
- One Bad Apple: A Hannah Swensen Mystery, regia di Shannon Kohli – film TV (2024)
- A Sprinkle of Deceit: A Hannah Swensen Mystery, regia di Kevin Leslie – film TV (2024)
- This Time Each Year, regia di Yan-Kay Crystal Lowe – film TV (2024)
- Reality Bites: A Hannah Swensen Mystery, regia di Kevin Leslie – film TV (2025)
- To Barcelona, with Love, regia di Ron Oliver – film TV (2025)
- To Barcelona, Forever, regia di Ron Oliver – film TV (2025)
- Pie to Die For: A Hannah Swensen Mystery, regia di Yan-Kay Crystal Lowe – film TV (2025)

## Doppiatrici italiane
- Olivia Manescalchi in Amore in diretta
- Beatrice Caggiula in Dolci e delitti